# Trädgårdsgatan, Göteborg
Trädgårdsgatan är en cirka 80 meter lång gata i stadsdelen Inom Vallgraven i centrala Göteborg. Gatan fick sitt namn 1852 efter närheten till Trädgårdsföreningens park på andra sidan vallgraven, cirka 75 meter österut. Gatan sträcker sig mellan Östra Larmgatan och Bastionsplatsen samt är numrerad från 1 till 8. Gatans vänstra sida, med jämna nummer, heter Kvarteret 4 Manegen efter av den manege som uppfördes 1824 ungefär på nuvarande tomt nr 2 (Östra Larmgatan 16). Åren 1853-1856 uppfördes bostadshus i kvarterets övriga delar. Mot Trädgårdsgatan låg samtidigt två mindre hus med små gårdar. Kvarteret 5 Bastionen upptar gatans sida med ojämna nummer. Kvarteret är uppfört på resterna av bastionen Gustavus Magnus och byggdes ut 1850-1856. 
Trädgårdsgatan var även namnet på nuvarande Mellangatan i stadsdelen Haga i Göteborg, 1798-1852.

## Byggnader
- Trädgårdsgatan 1-Östra Larmgatan 20. Två trevåningshus med kringbyggd gård. Hörnhuset kom troligen till före 1850, och huset mot Trädgårdsgatan byggdes för snickaremästare A. Bark år 1850. På 1970-talet revs gårdsbyggnaden.
- Trädgårdsgatan 2-Östra Larmgatan 18. Uppfört 1856 som bostadshus för byggmästare A Krüger. I början av 1920-talet skapades en restaurang i bottenvåningen och en trappa upp, men även en festsal på tredje våningen. Lokalerna användes bland annat av The Royal Bachelors Club som klubblokaler. Här finns sedan många år Restaurang Gamle Port.
- Trädgårdsgatan 4. Ett trevånings bostadshus uppfördes 1855 samt verkstad i ett plan för smedmästare A.J. Adamsson. År 1897 tillkom ett fyravånings gårdshus, vilket revs 1963 då också gården överbyggdes.
- Trädgårdsgatan 6. Trevåningshus med överbyggd gård, uppfört 1853 för stadsbyggmästare Hans Jakob Strömberg. Vid sekelskiftet 1900 ombyggt för kontor och lager i de två nedre våningarna.